# 張芊
張芊（1487年—？年），字廷茂，號育菴，四川順慶府南充縣人，民籍，治《書經》，明朝政治人物。

## 生平
正德八年（1513年）癸酉科四川鄉試第四名舉人。正德十二年（1517年）中式丁丑科會試第三十八名，登第三甲第二百二十三名進士。通政司观政，授南京兵部主事，改北户部，升员外、郎中，出为陕西临洮府知府，擢漢中兵备副使，考察閑住。

## 家族
曾祖張琚，曾任兵馬司副指揮贈知府；祖父張永，曾任布政司右布政使；父張慎，母雍氏；繼母李氏。慈侍下。兄张助（知县）张勉、张勤、张勋（贡士）、张夔（贡士）张蒙、张以、张庄（推官）、张荩、张兰、张驰、张芳。弟张芮（贡士）张兹、张著、张莘、张英。